# Le Faussaire (film)
Pour les articles homonymes, voir Faussaire.
Pour plus de détails, voir Fiche technique et Distribution.
Le Faussaire est un film franco-allemand de Volker Schlöndorff sorti en 1981.

## Synopsis
Dans Beyrouth écartelée par une guerre fratricide, un reporter allemand, Georg Laschen, enquête sur les causes du conflit. Il y retrouve Ariane, une ancienne maîtresse, venue au Liban avec son mari. Il découvre l'horreur de la guerre et, désespéré d'avoir eu à tuer un Arabe, il rentre en Allemagne et refuse d'y vendre les informations qu'il détient.

## Fiche technique
- Titre original : Die Fälschung
- Titre français : Le Faussaire
- Réalisation : Volker Schlöndorff assisté par Régis Wargnier
- Scénario : Nicolas Born, d'après son roman, Jean-Claude Carrière, Kai Hermann, Volker Schlöndorff et Margarethe von Trotta
- Année : 1980
- Pays :  Allemagne de l'Ouest;  France
- Langues : allemand, français et anglais
- Image : Tourné en Eastmancolor
- Genre : Drame
- Durée : 108 min
- Date de sortie en salle en  France : 28 octobre 1981

## Distribution
- Bruno Ganz : Georg Laschen
- Hanna Schygulla : Arianna Nassar
- Jean Carmet : Rudnik
- Jerzy Skolimowski : Hoffman
- Gila von Weitershausen : Greta Laschen

## Distinctions
- 1982 : Nomination au César du meilleur film étranger
- 1982 : Jerzy Skolimowski gagne le Film Award in Gold Outstanding Individual Achievement au Prix du film allemand

## Discographie
- Parue initialement en 33 tours, la bande originale du film Le Faussaire composée par Maurice Jarre a été rééditée chez Disques Cinémusique en 2014. Voir la présentation en ligne.